# Hemtjärnen (Los socken, Hälsingland, 683067-146815)
Hemtjärnen är en sjö i Ljusdals kommun i Hälsingland och ingår i Ljusnans huvudavrinningsområde. Sjön har en area på 0,104 kvadratkilometer och ligger 382,9 meter över havet.

## Delavrinningsområde
Hemtjärnen ingår i det delavrinningsområde (682460-146946) som SMHI kallar för Ovan Håvaån. Medelhöjden är 309 meter över havet och ytan är 48,46 kvadratkilometer. Räknas de 124 avrinningsområdena uppströms in blir den ackumulerade arean 931,66 kvadratkilometer. Voxnan som avvattnar avrinningsområdet har biflödesordning 2, vilket innebär att vattnet flödar genom totalt 2 vattendrag innan det når havet efter 154 kilometer. Avrinningsområdet består mestadels av skog (86 procent). Avrinningsområdet har 0,44 kvadratkilometer vattenytor vilket ger det en sjöprocent på 0,9 procent.